# Wielton

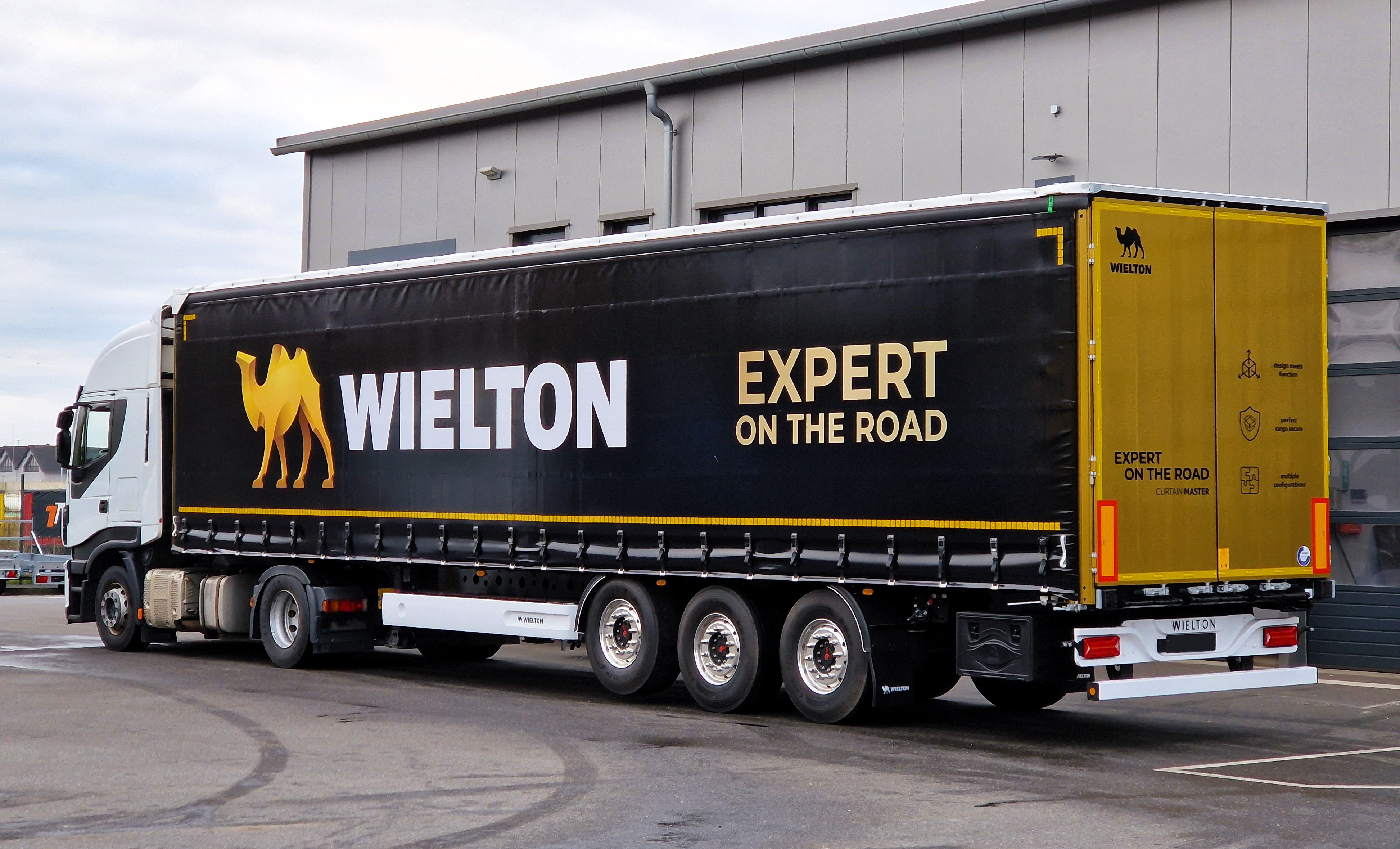
Planenauflieger mit dem seit 2017 von Wielton verwendeten Markenlogo.

Wielton ist ein polnischer Hersteller von Aufliegern, Anhängern und Aufbauten für den Einsatz im Güterkraftverkehr sowie der Landwirtschaft. Das Unternehmen zählt zu den zehn größten Herstellern von unmotorisierten Nutzfahrzeugen weltweit und nimmt unter den Mitbewerbern in Europa den dritten Platz ein, wo es in zahlreichen Ländern Marktführer ist. Zur gleichnamigen Unternehmensgruppe zählen unter anderem die Marken Aberg, Fruehauf, Guillén, Langendorf, Lawrence David und Viberti.

## Geschichte

### Unternehmerische Anfänge
1989 kam es im Zuge des politischen Umbruchs in Polen zu einer rapiden Liberalisierung der polnischen Wirtschaft. Durch die positive Entwicklung der Industrie und des Dienstleistungssektors entstand eine enorme Nachfrage nach unmotorisierten Nutzfahrzeugen in standardisierten Maßen. In der Folge begannen 1991 die beiden Ingenieure Ryszard Prozner und Krzysztof Tylkowski über ihren bereits 1987 gegründeten Karosseriemeisterbetrieb Protyl gebrauchte Auflieger nach umfangreichen Restaurierungs- und Umbaumaßnahmen auf dem heimischen Markt weiterzuverkaufen.
1996 begann das Unternehmen erstmals mit der Konstruktion eigener Auflieger. Die Produktion wurde im selben Jahr unter der heutigen Marke in eine eigenständige Gesellschaft mit beschränkter Haftung umgewandelt sowie das Produktangebot um verschiedene Anhänger und Aufbauten sukzessive erweitert. Nach dem teilweisen Verkauf des Unternehmens an die beiden Unternehmerbrüder Paweł und Mariusz Szataniak, den Gründern des polnischen Fertiggerichteherstellers Pamapol, erfolgte 2006 die Umfirmierung des Unternehmens in eine Aktiengesellschaft. Seit 2007 wird Wielton an der Warschauer Wertpapierbörse notiert.

### Ausbau und globale Expansion
Seit der Umwandlung in eine Aktiengesellschaft hat Wielton weitreichende Investitionen getätigt und die Produktion sowohl automatisiert als auch modernisiert. Die Produktpalette konnte auf rund 70 verschiedene Nutzfahrzeugtypen ausgeweitet werden, die den in der Europäischen Union geltenden Sicherheitsnormen entsprechen. Zusätzlich wurde ein dicht gesponnenes Vertriebs- und Servicenetz innerhalb ganz Europas sowie Zentralasiens aufgebaut, das über eigene Tochtergesellschaften und kooperierende Vertragspartner betrieben wird. Wielton arbeitet ausschließlich mit namhaften Zulieferern wie Alcoa, Binotto, BPW, Hyva, Knorr, Marcolin, SAF, SSAB oder Wabco zusammen. Im Zusammenhang mit fest aufgebauten Kippbrücken arbeitet das Unternehmen außerdem in der Regel mit Kraftfahrzeugproduzenten wie Daimler, MAN, Scania sowie Volvo zusammen und stellte eine Zeit lang Fahrgestelle für Mitbewerber wie Acerbi oder Wecon her.
Im Produktionswerk am Unternehmenssitz im polnischen Wieluń beschäftigt Wielton über 1.200 Mitarbeiter, die im durchgehenden Schichtbetrieb unmotorisierte Nutzfahrzeuge für Märkte in 35 Ländern produzieren. Daran angegliedert ist seit 2016 ein von der Europäischen Union gefördertes sowie europaweit bisher nur vom Mitbewerber Schmitz Cargobull betriebenes Entwicklungs- und Diagnosezentrum mit Hydropulsprüfstand und Zeitrafferbelastungsstation. Bereits 2012 wurde im russischen Scheremetjewo ein zusätzliches Montagewerk eröffnet, von dem aus die Märkte der Gemeinschaft Unabhängiger Staaten beliefert werden.
Aufgrund des Bürgerkrieges im Osten der Ukraine und den damit verbundenen Handelskomplikationen hat das Unternehmen 2014 damit begonnen, sich stärker auf den westeuropäischen Märkten zu positionieren. Daraufhin erfolgte 2015 die Übernahme des italienischen Mitbewerbers Italiana Rimorchi samt den drei bislang eigenständigen Tochtergesellschaften Cardi, Merker und Viberti sowie dem Montagewerk in Pescara. Im selben Jahr wurde die Übernahme des traditionsreichen französischen Marktführers Fruehauf und des Produktionswerkes in Auxerre vollzogen. Während man vor der Übernahme beider Konkurrenten 2015 rund 7.500 Nutzfahrzeuge verkaufen konnte, wurden im Folgejahr mehr als 12.000 Einheiten abgesetzt, womit Wielton unter den zehn größten Herstellern weltweit rangiert. 2017 hat Wielton nach sechsmonatigen Verhandlungen achtzig Prozent des deutschen Mitbewerbers Langendorf samt dessen Tochtergesellschaften und Produktionsstätten in Waltrop übernommen. Der frühere Investor Klaus Strautmann behält zwanzig Prozent des Unternehmens, diese sollen bis 2022 schrittweise an Wielton umgelegt werden. Im September 2018 kaufte Wielton das britische Unternehmen Lawrence David. Durch die Übernahme konnte Wielton seinen jährlichen Absatz auf 20.000 Fahrzeuge erhöhen. Da Lawrence David auch kleine Lieferwagen herstellt, erhält Wielton erstmals Zugang zu dieser Fahrzeuggruppe, die es auch in Europa vermarkten will. Im Dezember 2021 erfolgte wiederum die Übernahme des spanischen Unternehmens Guillén.
Nachdem Wielton bereits seit 2014 über den Vertriebsdienstleister Trans-Serv erfolgreich Nutzfahrzeuge in Gambia und Burkina Faso absetzen konnte, plant es seine Aktivitäten in Westafrika deutlich auszubauen. 2017 wurde in der Elfenbeinküste die Tochtergesellschaft Wielton Africa mit einem Montagewerk in Abidjan gestartet, die Investitionen in Millionenhöhe umfasst. Die an dem Standort gefertigten Auflieger sollen vor allem in den einzelnen Mitgliedsländern der Westafrikanischen Wirtschafts- und Währungsunion vertrieben werden. Insgesamt plant Wielton bis 2020 seine jährliche Produktion auf rund 25.000 Einheiten zu verdoppeln. Hierzu soll am Unternehmenssitz in Wieluń nicht nur die kathodische Tauchlackierung ausgebaut werden, sondern in den kommenden Jahren auch ein zweites Montagewerk in Polen entstehen, für das gegenwärtig ein geeigneter Standort gesucht wird. Neben seiner Position als polnischer Marktführer, vor heimischen Mitbewerbern wie Feber, Pronar oder Zasław, ist Wielton vor allem in der Visegrádregion, auf dem Balkan und im Baltikum prominent vertreten. Das Unternehmen zählt neben Melex, Solaris und Ursus zu den bekanntesten bestehenden polnischen Marken innerhalb der Automobilbranche. Im Geschäftsjahr 2022 erwirtschaftete das Unternehmen einen Umsatz in Höhe von 3,43 Mrd. Złoty, was zum Jahresende 2022 gut 748 Mio. Euro entsprach. Medienberichten zufolge waren Anfang 2024 über 3.000 Menschen in der Gruppe beschäftigt.

### Präsenz im deutschsprachigen Raum
Die Marke Wielton wurde in Deutschland erstmals 2005 auf Initiative des Vertriebsdienstleisters Trans-Serv als alleinigem Generalvertreter eingeführt, der seine Aktivität 2014 auch auf Österreich sowie die Deutschsprachige Gemeinschaft Belgiens ausdehnte und für alle Dienstleistungen von der Kaufberatung bis zur Produktwartung verantwortlich war. Auf dem deutschen Markt konnte neben einem Absatz mit jährlichen Zuwachsraten im zweistelligen Bereich der Aufbau eines flächendeckenden Servicenetzes erreicht werden. Der Fokus der Handelstätigkeit lag insbesondere auf Anhängerzügen und Sattelkippern. In letzterem Produktsegment war Wielton aufgrund der 2015 erreichten Zulassungszahlen zeitweise europaweiter Marktführer vor Mitbewerbern wie Schmitz Cargobull, Schwarzmüller oder Fliegl. 2016 errichtete Trans-Serv in Weilerswist einen offiziellen Stützpunkt für Wielton mit Ausstellungsfläche, Montagehalle, Werkstatt sowie Prüfstand und betreute von dort aus auch Kunden in Liechtenstein, Luxemburg und der Schweiz.
Durch den Erwerb des deutschen Mitbewerbers Langendorf, dessen Portfolio neben Sattelkippern vor allem Tief- und Innenlader umfasst, ging der deutschlandweite Vertrieb der Straßenproduktpalette 2018 zeitweilig auf das in Waltrop ansässige Unternehmen über. Drei Jahre lang vermarktete es die Auflieger und Aufbauten von Wielton unter dem eigenen Label Langendorf Smart. Der Vertrieb der Sattelkipper sowie die Agrarproduktpalette, die unter der eigenständigen Marke Wielton Agro beworben wird und Ballenwagen, Dreiseitenkipper oder Rundmuldenanhänger beinhaltet, erfolgt weiterhin über Trans-Serv in Weilerswist. Zusätzlich hat 2021 den Vertrieb der erweiterten Straßenfahrzeugpalette eine eigene Tochtergesellschaft von Wielton mit Sitz in Trebbin übernommen. Seit 2022 ist für den Vertrieb in Österreich zusätzlich der Vertriebsdienstleister Hochstaffl mit Sitz in Kundl verantwortlich.

### Folgen des Krieges in der Ukraine
Bereits nach dem Ausbruch des Konflikts um den Donbas und die Krim begann Wielton sich vermehrt in Westeuropa zu positionieren. Die Ukraine, Belarus und Russland blieben dennoch wichtige Absatzmärkte mit eigenen Tochtergesellschaften und Betriebsstätten.
Nach dem Überfall Russlands auf die Ukraine hat man die Tätigkeit der ukrainischen Tochtergesellschaft mit Sitz in Kiew ausgesetzt. Dort lagernde 30 Auflieger, die für den Verkauf vorgesehen waren, sind aufgrund des Beschusses durch die russischen Streitkräfte unzugänglich. Die ukrainische Belegschaft ist größtenteils nach Polen geflohen und hat von Wielton in Wieluń Unterkünfte zur Verfügung gestellt bekommen. Im Fall der russischen Tochtergesellschaft konnte man vor Inkrafttreten der Sanktionen gegen Russland bereits fertig produzierte Auflieger veräußern und einen Investitionsbetrag in Höhe von umgerechnet 1,7 Millionen Euro rückgewinnen. Das Montagewerk in Scheremetjewo steht gegenwärtig still, auch alle weiteren Aktivitäten in Russland wurden eingestellt. Den entstandenen Schaden beziffert Wielton auf rund 1 Million Euro, wobei nicht abzusehen sei, wie hoch die Folgekosten der entstandenen Lieferengpässe bei Rohmaterialien sein werden.

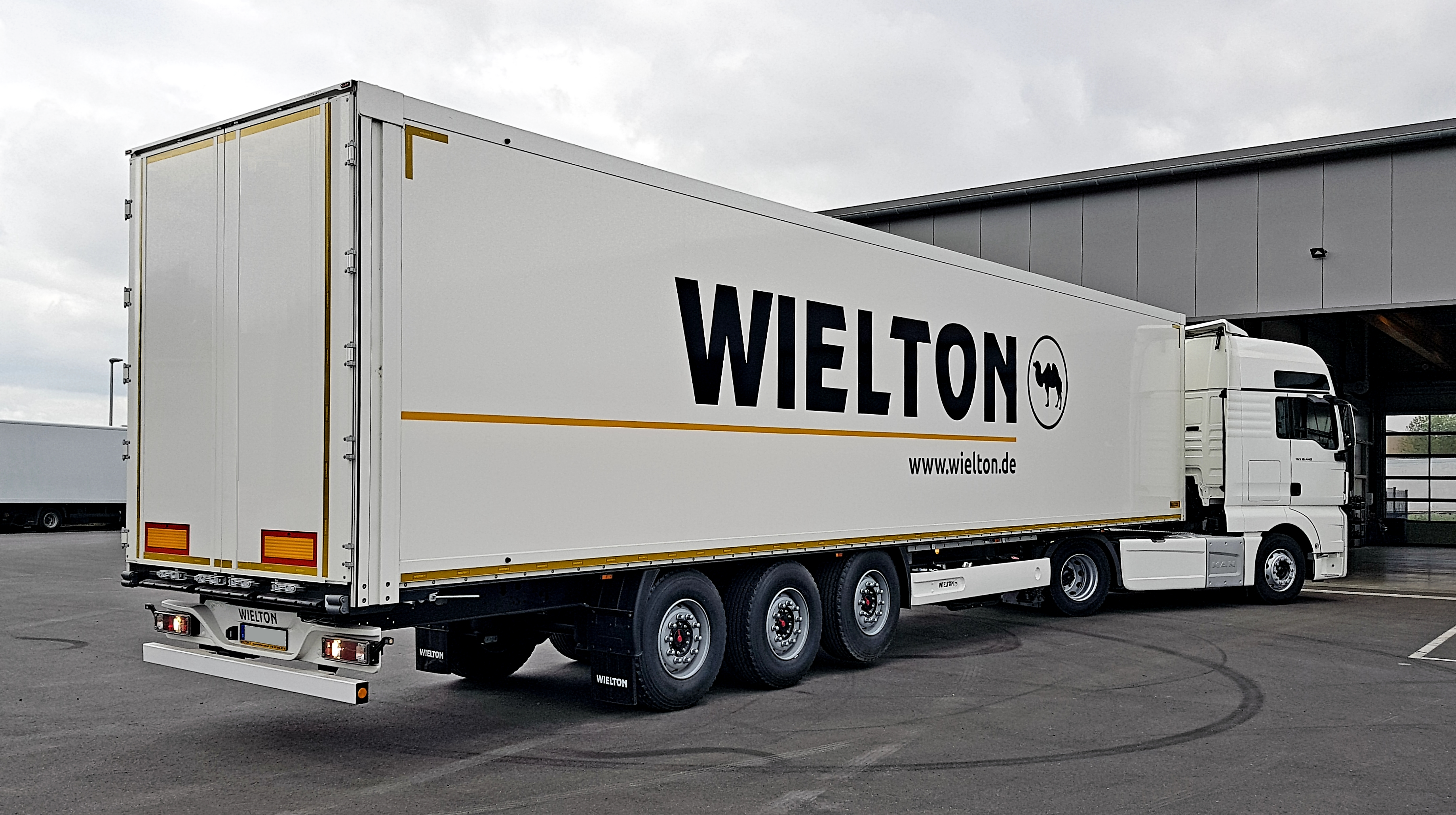
An eine Zugmaschine gekoppelter Kofferauflieger von Wielton.
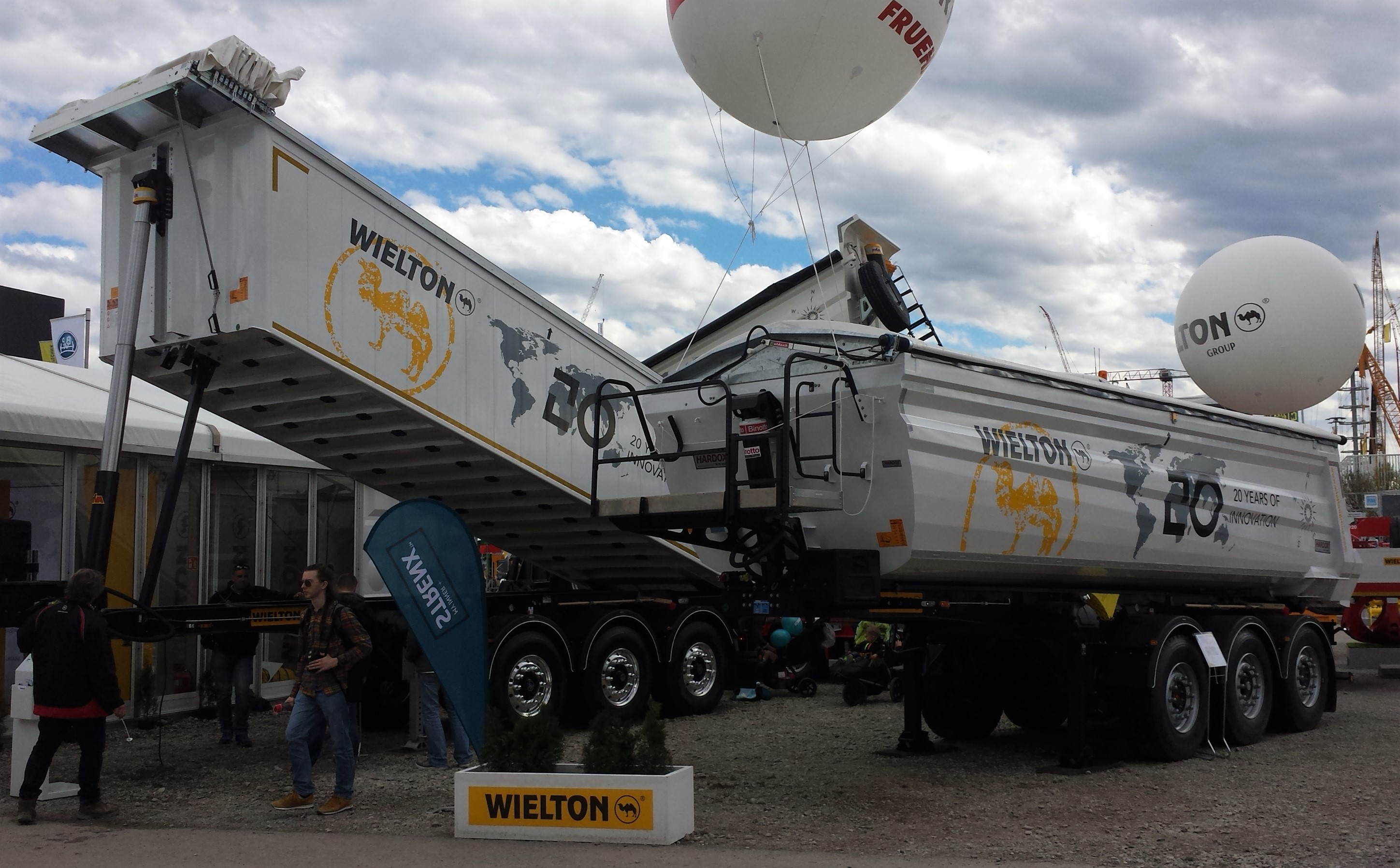
Freiluftstand von Wielton während der BAUMA in München.
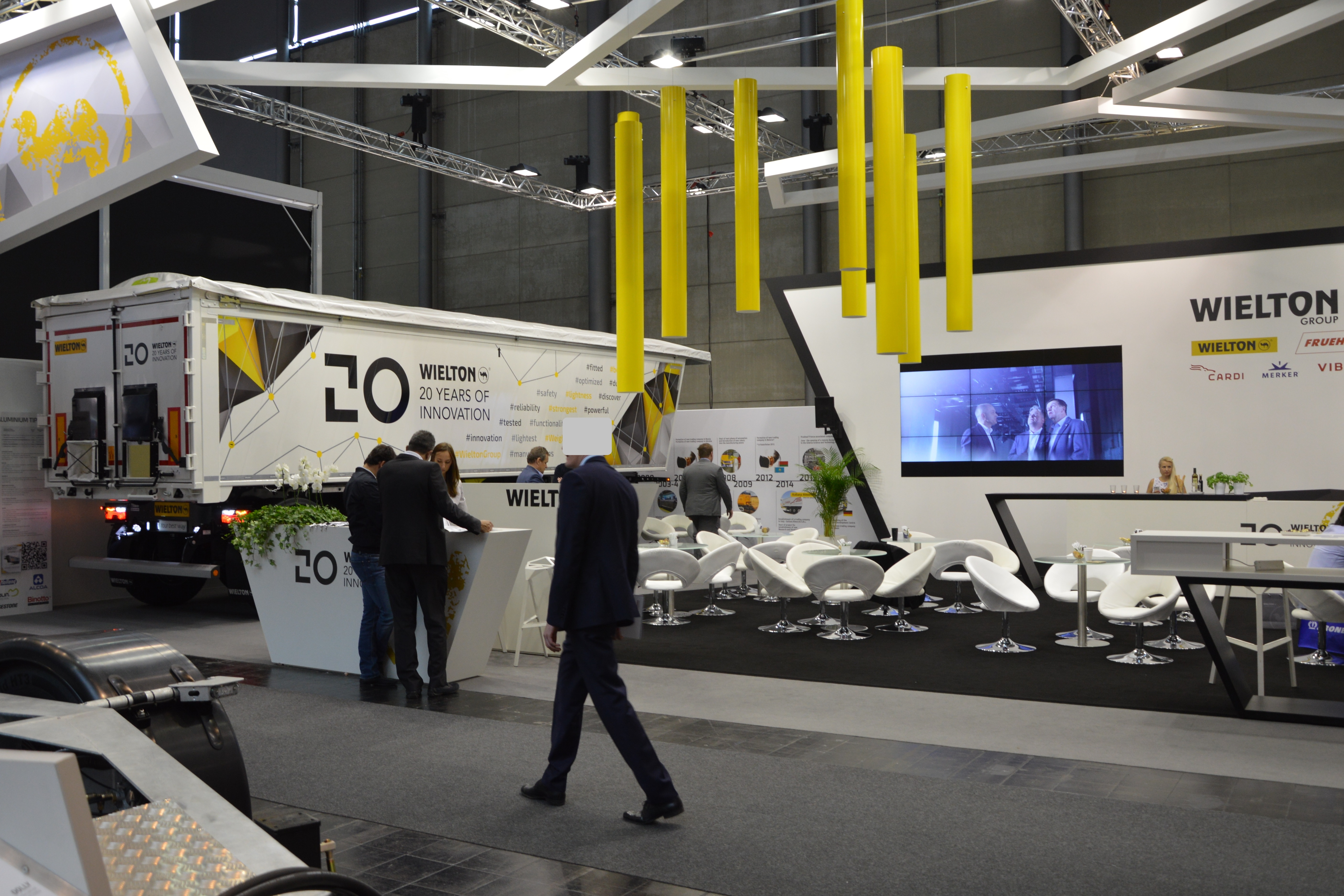
Messestand von Wielton auf der IAA in Hannover.
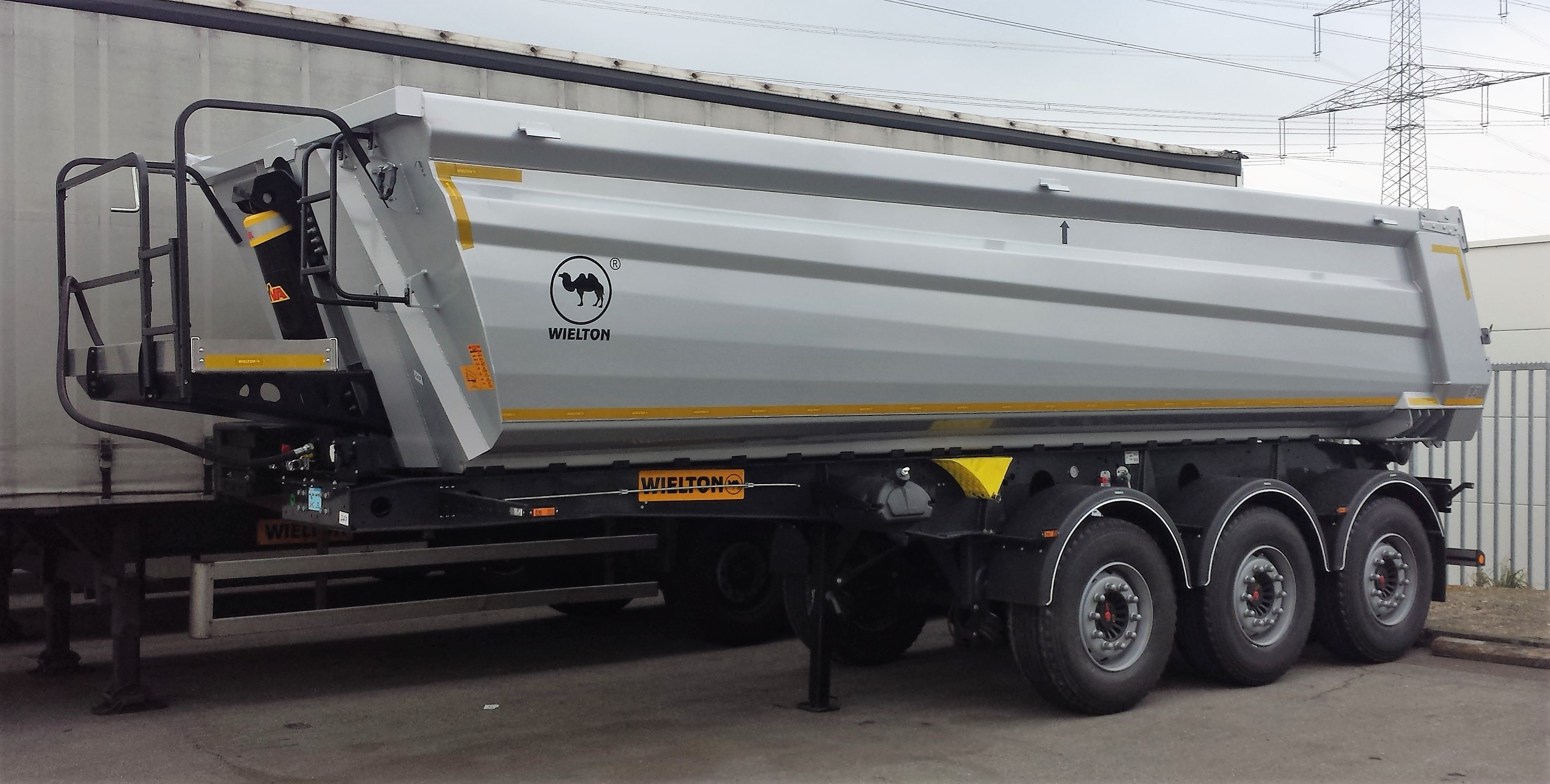
Moderner Sattelkipper der Baureihe Strong Master aus Stahlelementen in konischer Bauweise.
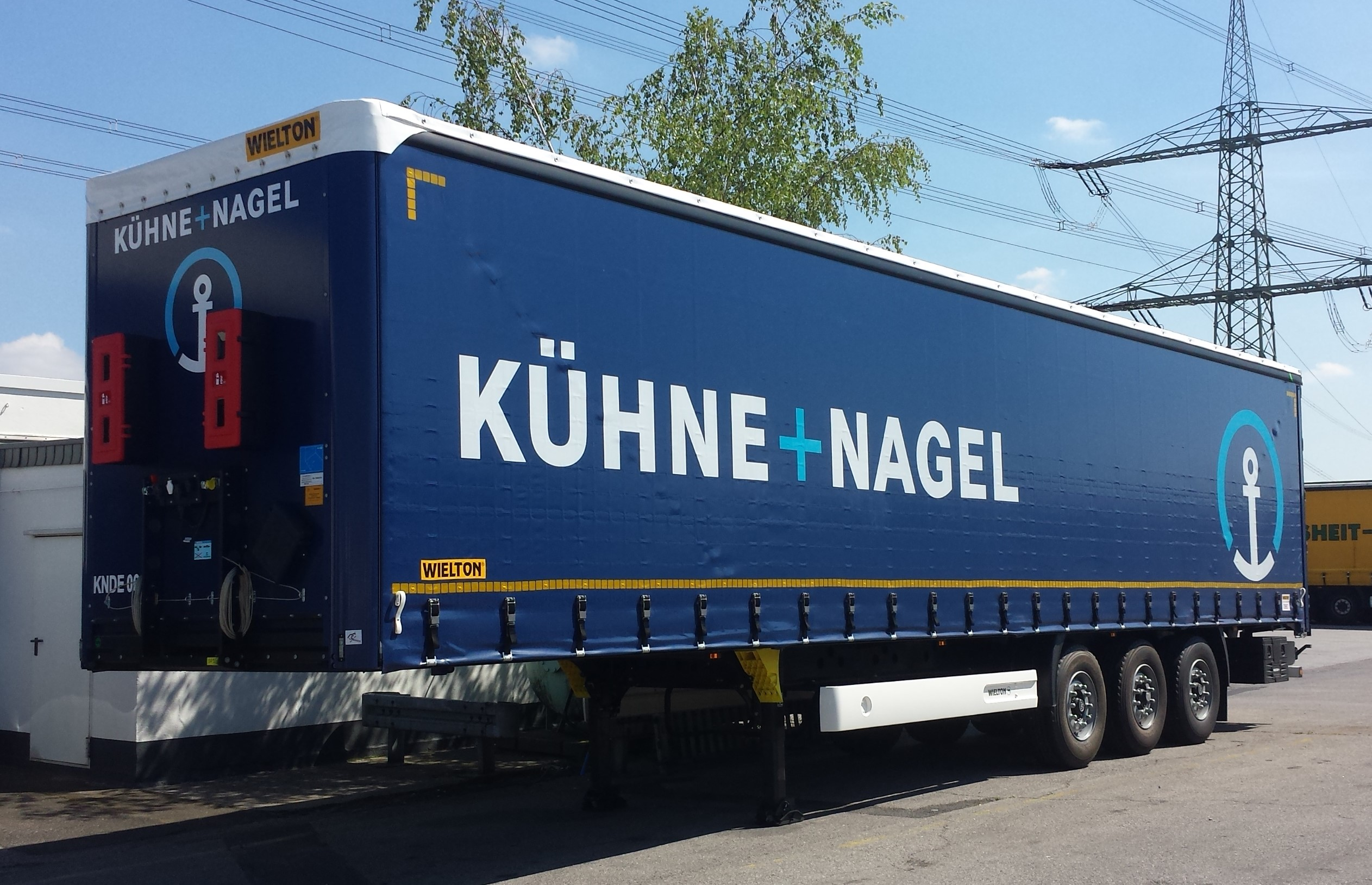
Nach Kundenwunsch gestalteter Planenauflieger mit seitlicher Schiebegardine.
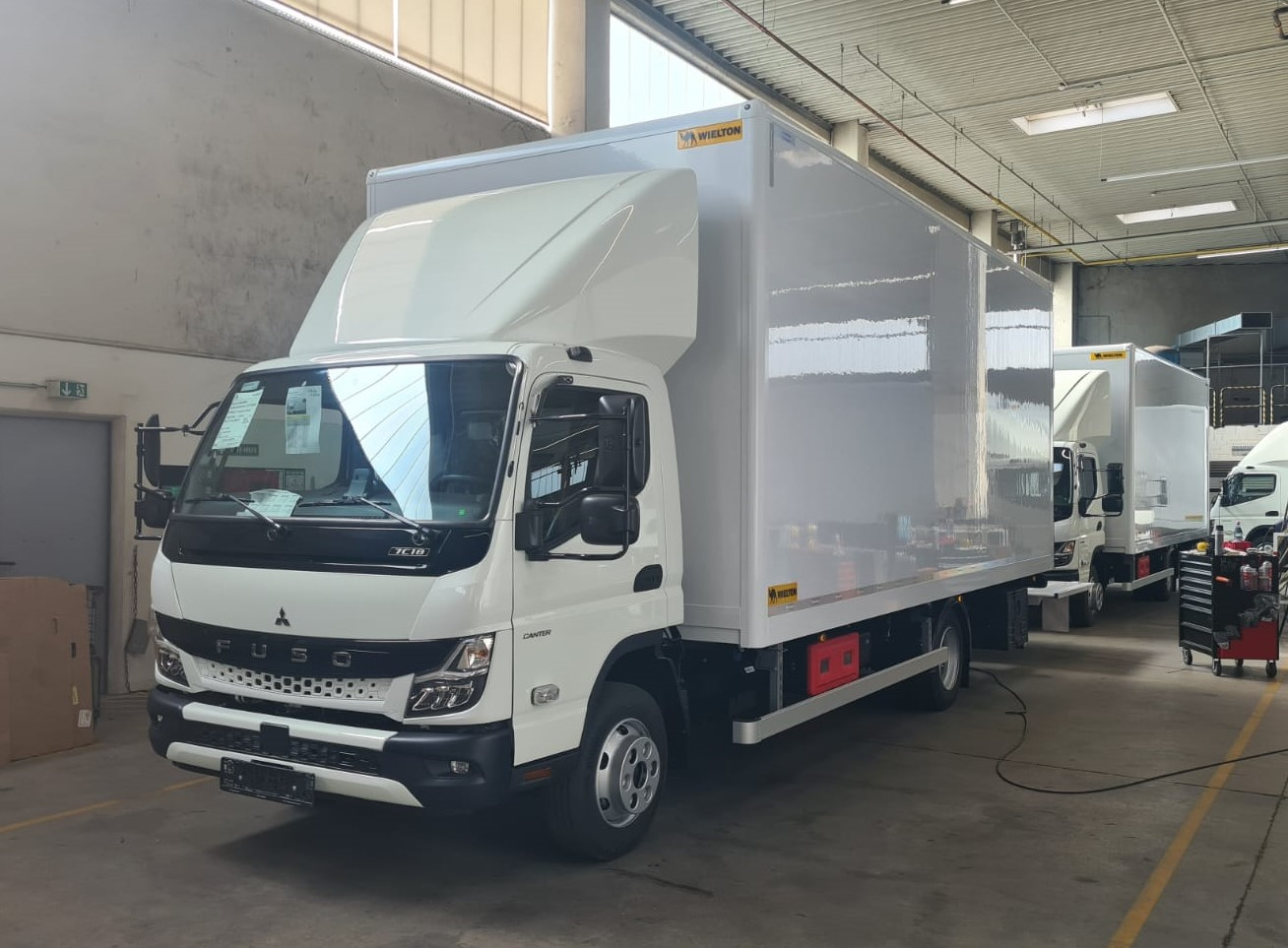
Lastwagen Fuso Canter mit Kofferaufbau von Wielton.
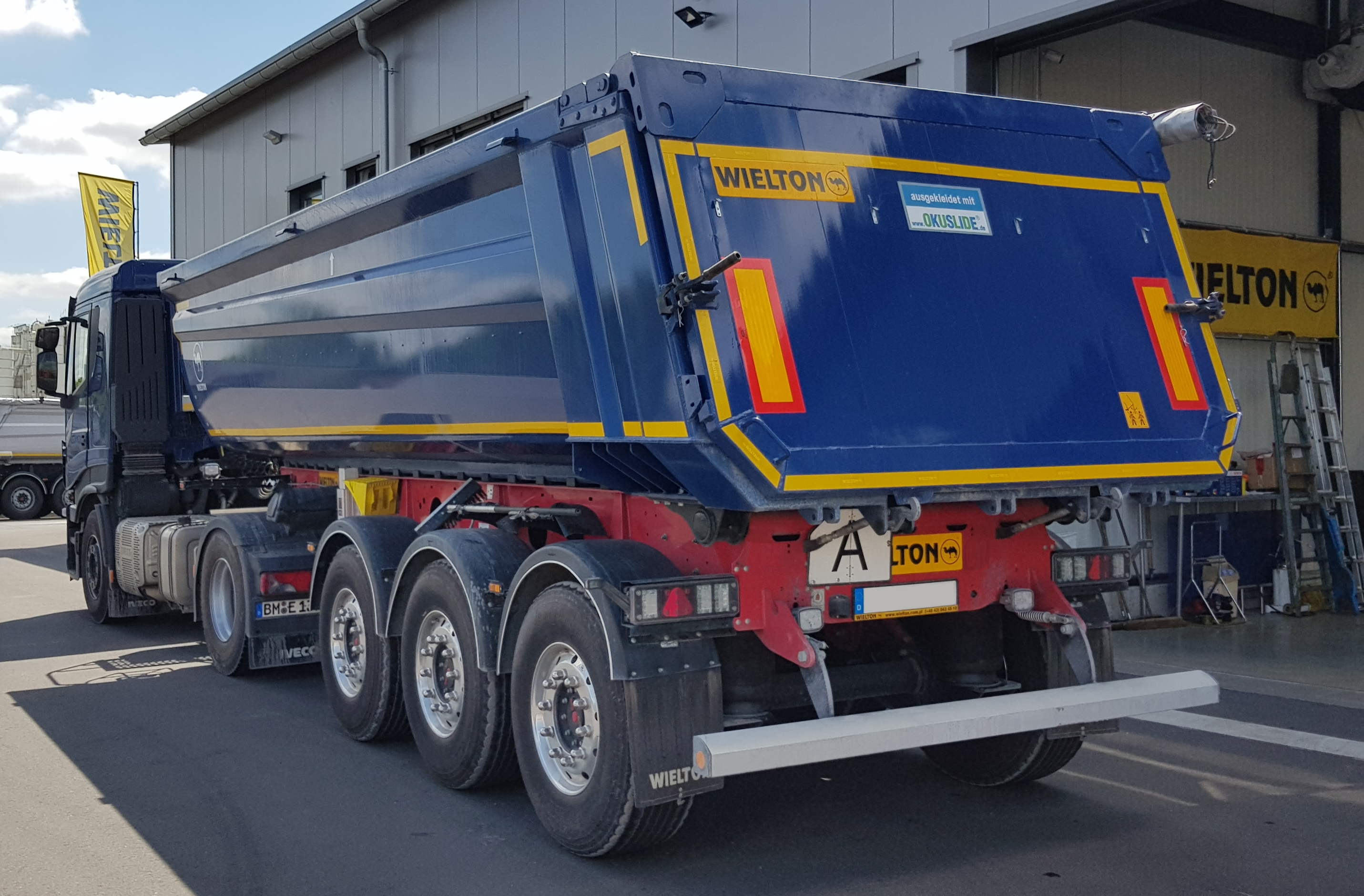
An eine Zugmaschine gekoppelter Sattelkipper in Individuallackierung.
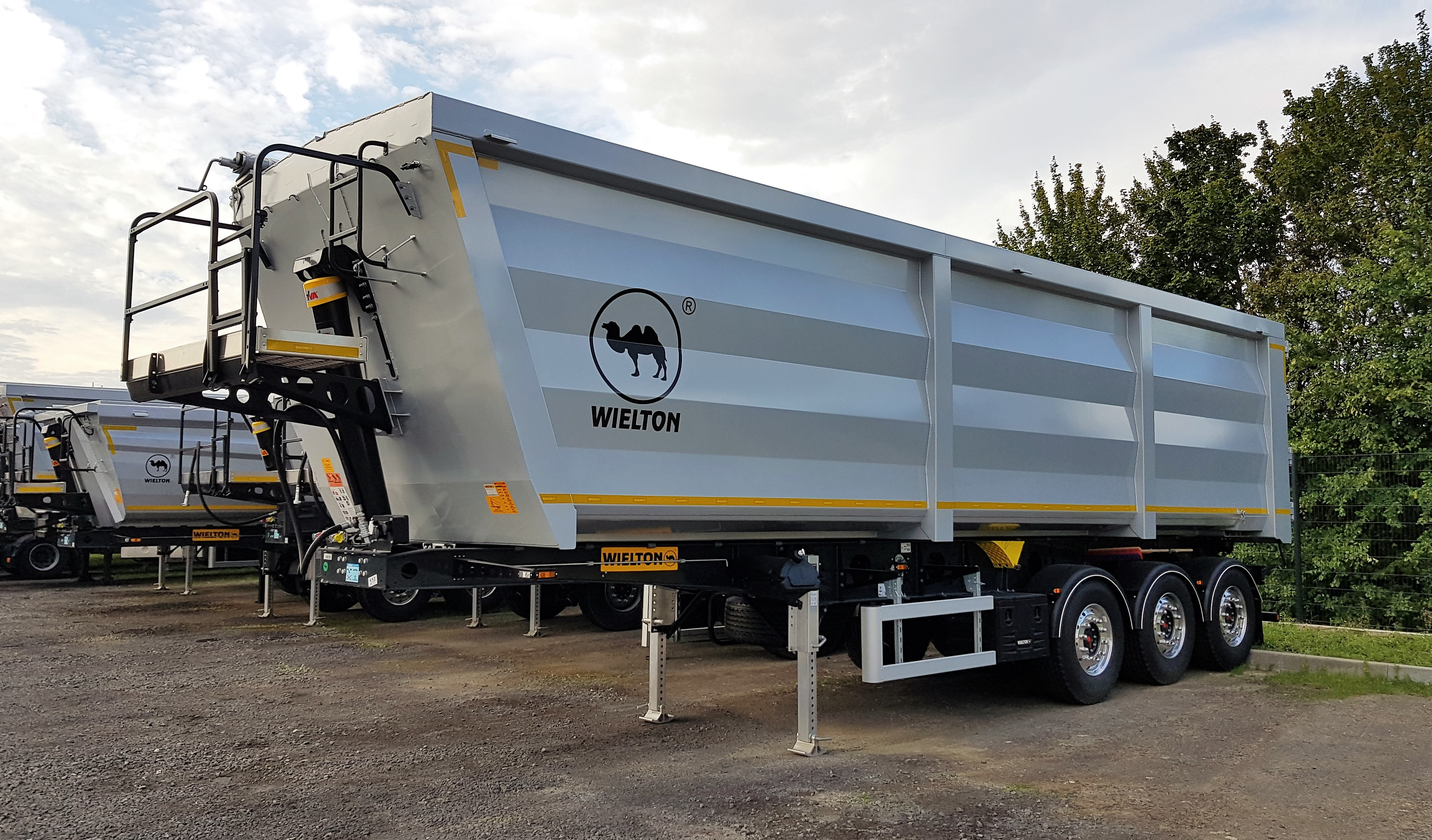
Spezieller Sattelkipper der Baureihe Scrap Master für den Transport von Schrott.
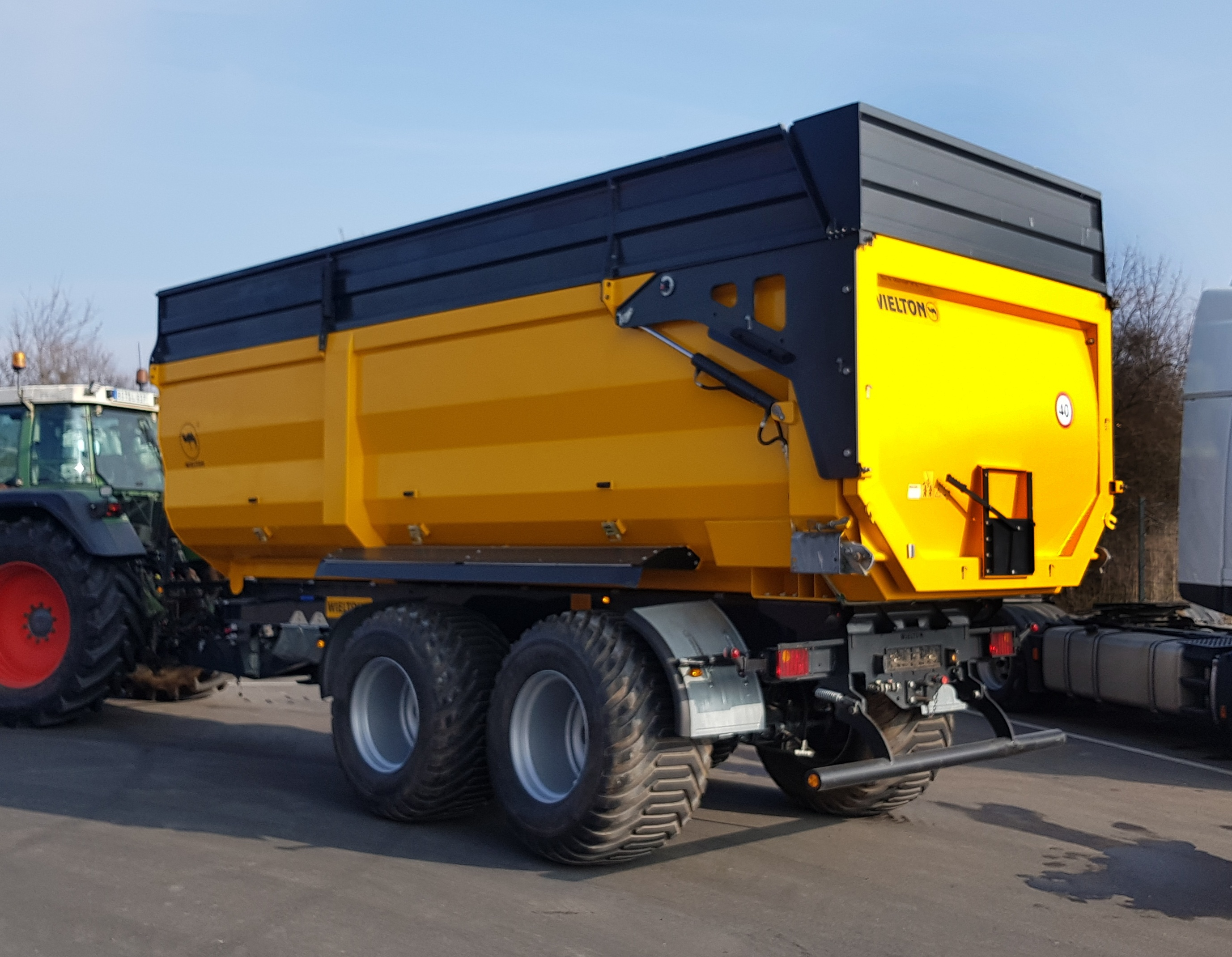
Anhänger mit Kippmulde für den Transport von landwirtschaftlichen Erzeugnissen.
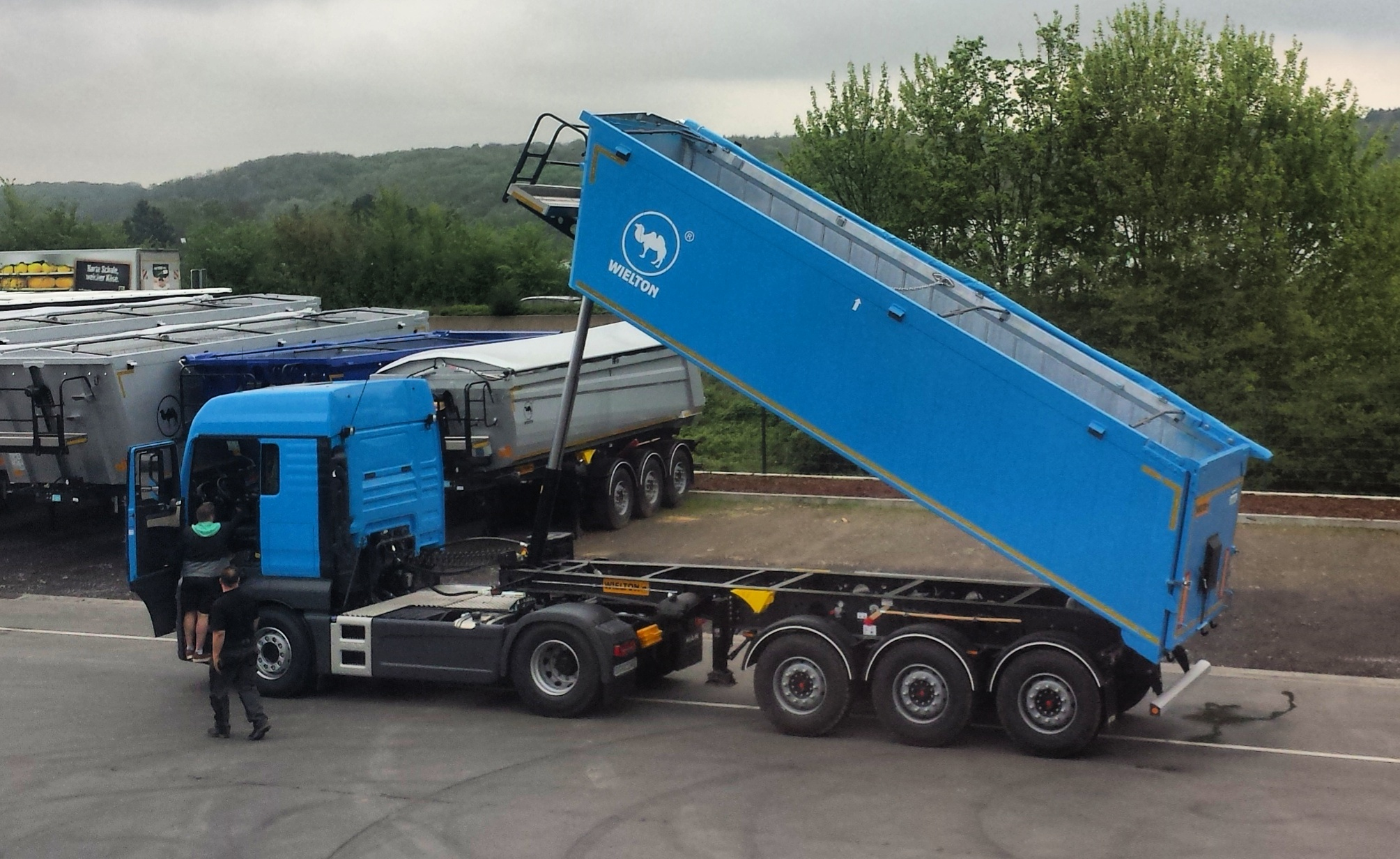
Kompakter Sattelkipper in Lackierung der Zugmaschine.

## Wissenswertes
Der Unternehmensname Wielton leitet sich von den polnischen Wörtern für viel (polnisch wiele) und Tonnen (polnisch tony) ab, wobei er klanglich eine Anspielung auf den Unternehmenssitz in Wieluń und das im Logo verwendete Kamel (polnisch wielbłąd) darstellt. Im deutschsprachigen Raum wird der Unternehmensname gelegentlich entgegen der polnischen Lautung ˈvjɛltɔn mit einem geschlossenen und einem unterdrückten Vokal als ˈviltn̩ ausgesprochen.
Zwischen 2010 und 2011 trat das Unternehmen als Hauptsponsor der in der obersten polnischen Volleyballliga spielenden Mannschaft KS Siatkarz Wieluń auf und förderte zeitweise auch die Fußballvereine WKS Wieluń und SSV Weilerswist 1924. Seit 2015 unterstützt Wielton die polytechnischen Universitäten in Warschau, Łódź und Gliwice bei der Entwicklung von Gütertransportsystemen und dem Aufbau entsprechender Start-Ups.
Fahrzeuge von Wielton sind teilweise offiziell oder per Modifikation für die Computerspiele Landwirtschaftssimulator 2013, Pure Farming Simulator 17 und Euro Truck Simulator 2 verfügbar.